# Ardha matsyendrasana

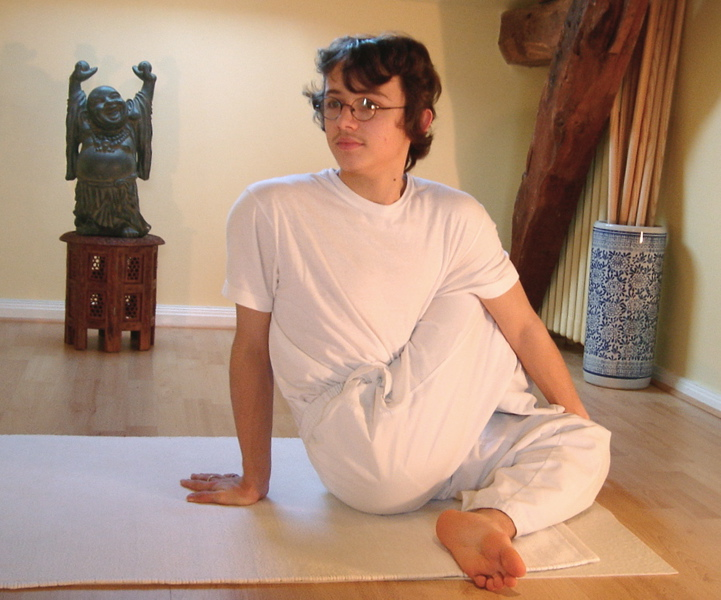
Halve God van de Vissen Torsie
Ardha Matsyendrasana

Ardha Matsyendrasana (Sanskriet voor halve god van de vissen) is een houding of asana.
| Sanskriet  | vertaling                    |
| ardha      | half                         |
| matsya     | vis                          |
| indra      | heerser, koning van de hemel |
| Matsyendra | legendarische yogaleraar     |
| asana      | houding (letterlijk: 'zit')  |

## Beschrijving
De Halve God van de Vissen wordt zittend uitgevoerd. De benen zijn gestrekt en de hielen tegen elkaar aan, de rug is recht en de handen raken de vloer. Vouw het rechterbeen naar de knie, door het naar achteren te trekken, kruis het over de linkerknie en druk het in de grond. Buig het linkerbeen zonder het op te tillen, totdat de zijkant van de knie de grond raakt. Zorg ervoor dat de rug recht blijft. Breng de handen achter de rug zover mogelijk naar elkaar toe, indien mogelijk in elkaar gevouwen. Vind de balans en houd deze positie enkele ademhalingen vast.